# Alessandro Serenelli
Alessandro Serenelli (2 de junio de 1882, Paterno d'Ancona - 6 de mayo de 1970, Macerata) es conocido por haber asesinado en 1902 a Santa María Goretti, una campesina de once años, y por haberse arrepentido y pedido perdón.

## Biografía
Serenelli descendía de una familia campesina; criado sin madre por un padre muy anciano para controlarlo.
Se enamoró de María Goretti, una niña de tan solo once años, y se dedicó a hacerle propuestas insinuantes.
Alessandro, harto del rechazo, asesinó de catorce puñaladas a la ahora Santa, María Goretti. Decidió arrepentirse, estando ya condenado a treinta años de cárcel, luego de que la fallecida se le apareciera en sueños diciéndole que se arrepintiera.
En la prisión de Noto, animado por el obispo del lugar, Giovanni Blandini, llegó al arrepentimiento y a la conversión a la religión católica. En 1927, tras 25 años de reclusión, fue excarcelado anticipadamente por su buena conducta. Pidió el perdón de la familia de María Goretti y la madre de ésta se lo concedió. Pasó el resto de su vida como jardinero y portero de un convento de capuchinos en Macerata, donde falleció el 6 de mayo de 1970, a la edad de 87 años.